# Cucurrucucú paloma
Cucurrucucú paloma – meksykańska piosenka napisana w 1954 r. w stylu huapango przez Tomása Méndeza, która stała się klasykiem, doczekawszy się wielu znanych wykonań na świecie. Jej popularność związana była m.in. z umieszczaniem tego utworu na ścieżkach dźwiękowych wielu filmów (m.in. Ostatni zachód słońca, Porozmawiaj z nią, Happy Together, Jeszcze dłuższe zaręczyny, Synu, synu, cóżeś ty uczynił?, Moonlight...). Pierwszy raz piosenkę można było usłyszeć w wykonaniu aktora Pedra Infante w meksykańskiej komedii pt. Escuela de vagabundos (Szkoła włóczęgów) z 1955. Tytuł to onomatopeiczne odniesienie do pełnego lamentu śpiewu samca gołębiaka długosternego nawołującego samicę.

## Wykonania
- XXI w.
  - lata 10.: Artur Rojek, All Angels, Banda Magda, Norma Winstone (wersja anglojęzyczna), Pitingo
  - lata 00.: Caetano Veloso (z filmu „Porozmawiaj z nią”, aranżacja: Alberto Iglesias), Helmut Lotti, Ima, Lila Downs, Rocío Dúrcal, Trio Tividi
- XX w.
  - lata 90.: Caetano Veloso, Beatriz Adriana, Eugenia León, Ixya Herrera, Taljanka
  - lata 80.: Kimera, Los Imbayas, Paco Marín „Paquiro”, Perez Prado, Trio Siboney
  - lata 70.: Joan Baez, Julio Iglesias, Estela Nuñez, La Alegre Banda, Los Angeles Negros, Lucha Villa, Panal
  - lata 60.: Nana Mouskouri (wersja angielska), Perry Como (anglojęzyczne „Coo Coo Roo Coo Coo Paloma”), Hibari Misora (wersja japońska), Maria De Lourdes con El Mariachi Vargas de Tecalitlan, Los Aliviadores, Los Tres Diamantes, Los Tres Hernandez, Trini Lopez, Trio San José, María Bonita & José De Moreno
  - lata 50.: Pedro Infante, Harry Belafonte, Lola Beltrán, Miguel Aceves Mejía, Trio Mexicano, Ivo Robić und Die Song-Masters (jako „Ay, Ay, Ay Paloma (Cucurrucucu Paloma)”), Rosemary Clooney & Perez Prado’s Orchestra